# Live Stream
Live Stream ist ein deutscher Mittellangfilm aus dem Jahr 2010 mit Matthias Brandt und Anna Maria Mühe. Er feierte seine Premiere beim 31. Filmfestival Max Ophüls Preis.

## Handlung
Die Physikstudentin Anne stellt unter dem Namen „Ms. Bingo“ skurrile Videos über sich und ihren erfundenen Alltag ins Internet. Ihr unnahbarer Professor liebt Anne und ihre schrägen Videos, traut sich aber nicht, es ihr zu sagen. Als sie ein Video veröffentlicht, in dem sie ihren Selbstmord ankündigt, den man live im Internet miterleben kann, ist er der einzige, der befürchtet, dass sie es ernst meinen könnte. Um die Wahrheit herauszufinden, veröffentlicht er als „Mr. Fettsack“  Videobotschaften, in denen er sich direkt an „Ms. Bingo“ wendet.

## Produktion
Live Stream ist eine Koproduktion der Filmakademie Baden-Württemberg mit SWR, BR, ARTE und GrandHotelPictures.

## Auszeichnungen
- 2010: Internationales Studierendenfilmfestival Sehsüchte – Gewinner Produzentenpreis
- 2010: FILMZ – Festival des deutschen Kinos – Gewinner Publikumspreis
- 2010: Filmfestival Max Ophüls Preis – official Selection
- 2011: RIFF Rome International Film Festival – Winner Best Student Short
- 2011: Ffresh – the Student Media Festival of Wales – Winner Best international Film
- 2011: La Cabina Valencia – official Selection

## Belege
1. ↑  Ehemalige Website (Memento vom 2. Oktober 2017 im Internet Archive).
2. ↑  IMDb-Eintrag. Abgerufen am 8. Januar 2021.